# صوفیان احمد کدی
صوفیان احمد کدی (انگلیسی: Sofiane Ahmed-Kadi؛ زادهٔ ۱۸ آوریل ۱۹۹۷) بازیکن فوتبال است.
از باشگاه‌هایی که در آن بازی کرده‌است می‌توان به باشگاه فوتبال آلساندریا اشاره کرد.